# Зерновки
Зерно́вки (лат. Bruchidae) (=Lariidae) — семейство жуков (Coleoptera) или подсемейство Bruchinae в составе семейства листоедов Chrysomelidae.

## Описание
Небольшие или средних размеров жуки, длиной 1—22 мм. Обычно тело покрыты волосками, часто образующими пятна или перевязи на переднеспинке и надкрыльях. Основной цвет тела чёрный, часто ноги и усики частично или полностью жёлтые или жёлто-красные; у некоторых видов также другие части тела (голова, грудь, брюшко, надкрылья) частично или полностью имеют светлую окраску. Половой диморфизм выражен различно — самцы обычно отличаются от самок по строению ног, усиков, по выпуклости и положению пигидия и последнего стернита.
Голова небольшая, обычно сильно втянута в переднегрудь, ротовые органы удлинены и направлены вперёд или вниз. Глаза спереди с вырезкой. Усики 11-члениковые, пильчатые или гребенчатые, довольно редко нитевидные. Надкрылья укорочены, пигидий открытый. Переднеспинка овальная, или трапециевидная. Лапки ложночетырёхчлениковые. Задние ноги обычно длиннее и толще передних и средних ног; задние бедра утолщены, иногда на нижней стороне с предвершинным зубцом; иногда зубец у внутреннего края бедер сопровождается более или менее развитым гребневидным рядом мелких зубчиков.

## Личинка
Взрослая личинка белая, толстая, безногая, изогнутая. Личинка первого возраста обычно с ногами и склеротизированной площадкой в виде буквы «Н» на переднеспинке.
Развитие происходит на зрелых, сухих семенах, что наиболее выражено у видов, питающихся на бобовых.

## Биология видов
Зерновки — типично дневные насекомые, теплолюбивы, активные обычно только при ярком солнечном освещении.
Растительноядные жуки, развивающиеся за счет ряда групп растений, но наиболее тесно связанные с бобовыми растениями (Leguminosae), несколько видов специализовано на зонтичных, вьюнковых, ладанниковых, сложноцветных и парнолистниковых. He исключена возможность питания отдельных видов зерновок на некоторых других семействами, например на мальвовых. В целом зерновки могут быть охарактеризованы как олигофаги с приуроченностью отдельных видов к определенным видам или ограниченному количеству кормовых растений.

## Экономическое значение

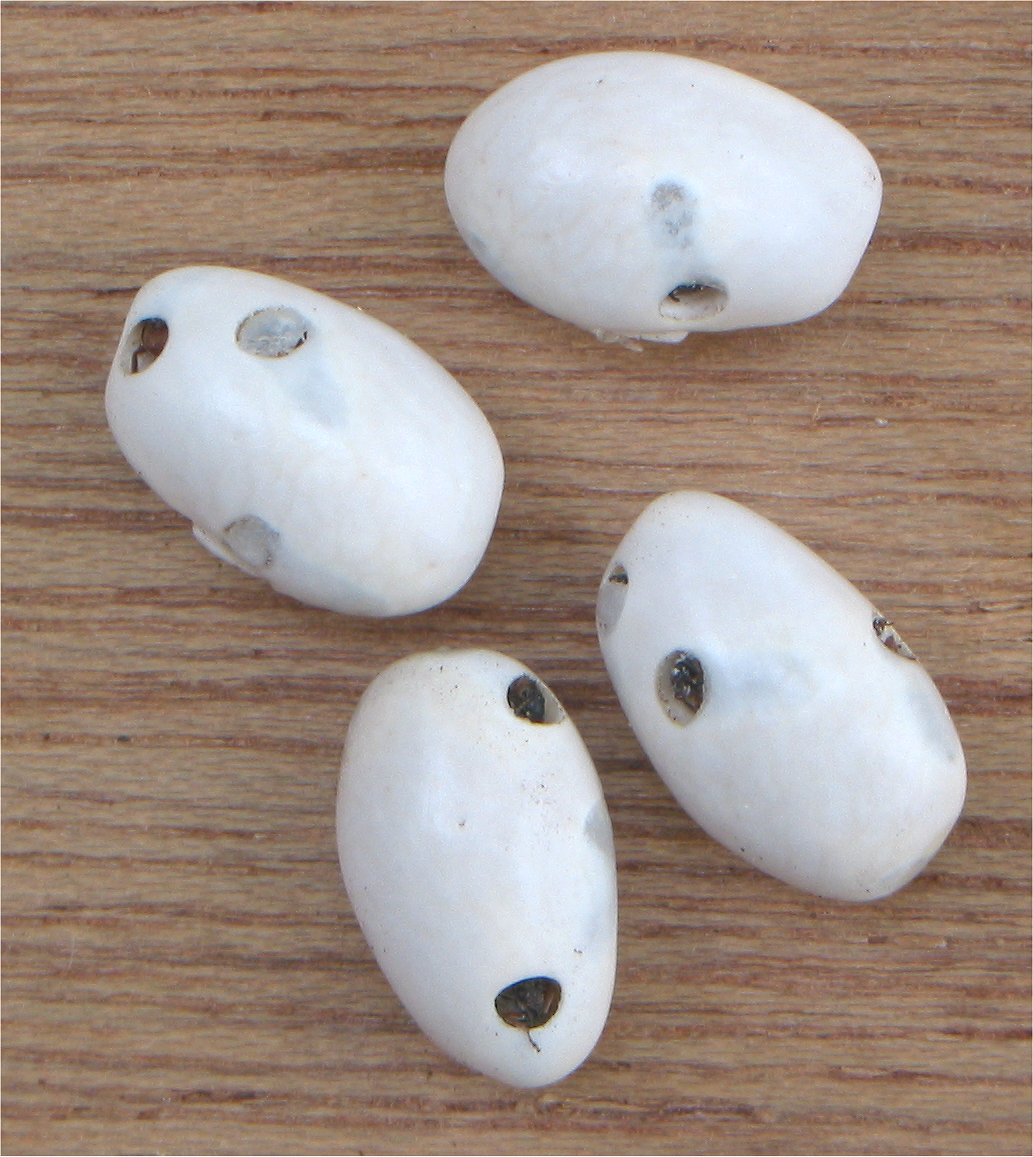
Семена фасоли, в которых развивались личинки

В составе семейства имеется ряд важнейших сельскохозяйственных вредителей, как например гороховая, фасолевая, китайская зерновки и другие.

## Палеонтология
Древнейшие зерновки найдены в бирманском янтаре (Myanmarops gatiosus). Также были обнаружены в верхнемеловом канадском янтаре.

## Систематика
1350 видов. В России — 90 видов (источник оценки: Д. Г. Касаткин, 2001). Ранее чаще рассматривалось в качестве отдельного семейства. В последнее время считается подсемейством Bruchinae в составе семейства листоедов Chrysomelidae.
Ниже приводится более широко принятая традиционная классификация семейства Bruchidae (с подсемействами) в сочетании с новой (с трибами).
- Трибы (группа Amblycerinae): Amblycerini — Spermophagini
- Трибы (группа Bruchinae): Acanthoscelidini — Bruchini — Megacerini
- Триба (группа Eubaptinae): Eubaptini
- Триба (группа Kytorhininae): Kytorhinini
- Трибы (группа Pachymerinae): Caryedonini — Caryopemonini — Pachymerini
- Триба (группа Rhaebinae): Rhaebini
- † Триба Myanmaropini (Myanmarops)

## Список русских названий
1. Зерновка фасолевая (Acanthoscelides obtectus Say)
2. Зерновка ракитниковая (Bruchidius fasciatus Olson) [акациевая] [=B. villosus Olson]
3. Зерновка эспарцетовая (Bruchidius gilvus Gyllenhal)
4. Египетская гороховая зерновка (Bruchidius incarnatus Boheman)
5. Зерновка клеверная (Bruchidius varius Olson)
6. Зерновки (род) (Bruchus Linnaeus)
  1. Зерновка чиновая (Bruchus affinis Froelich)[6]
  2. Зерновка сочевичниковая (Bruchus atomarius Linnaeus), гороховик зерновой
  3. Зерновка мышиного горошка (Bruchus brachialis Fahraeus)
  4. Зерновка чечевичная (Bruchus lentis Froelich)
  5. Зерновка гороховая (Bruchus pisorum Linnaeus)
  6. Зерновка бобовая (Bruchus rufimanus Boheman) (красноногая), гороховик бобовый
  7. Светлоногая зерновка (Bruchus signaticornis Froelich)[7]
  8. Зерновка гороховая одноцветная (Bruchus tristis Boheman)
  9. Зерновка виковая, гороховик от (Bruchus viciae Olson)
7. Зерновка китайская (Callosobruchus chinensis Linnaeus) (бобовая)
8. Зерновка четырехпятнистая (Callosobruchus maculatus Fabricius)
9. Индийская фасолевая зерновка  (Callosobruchus phaseoli Gyllenhal)[8]
10. Зерновка вьюнковая (Euspermophagus sericeus Geoffrey)
11. Зерновка акациевая (Pachymerus acaciae Gyllenhal)
12. Зерновка пальмовая (Pachymerus nucleorum Fabricius)
13. Зерновка бобовая бразильская (Zabrotes subfasciatus Froelich)